# ニール・ホラン

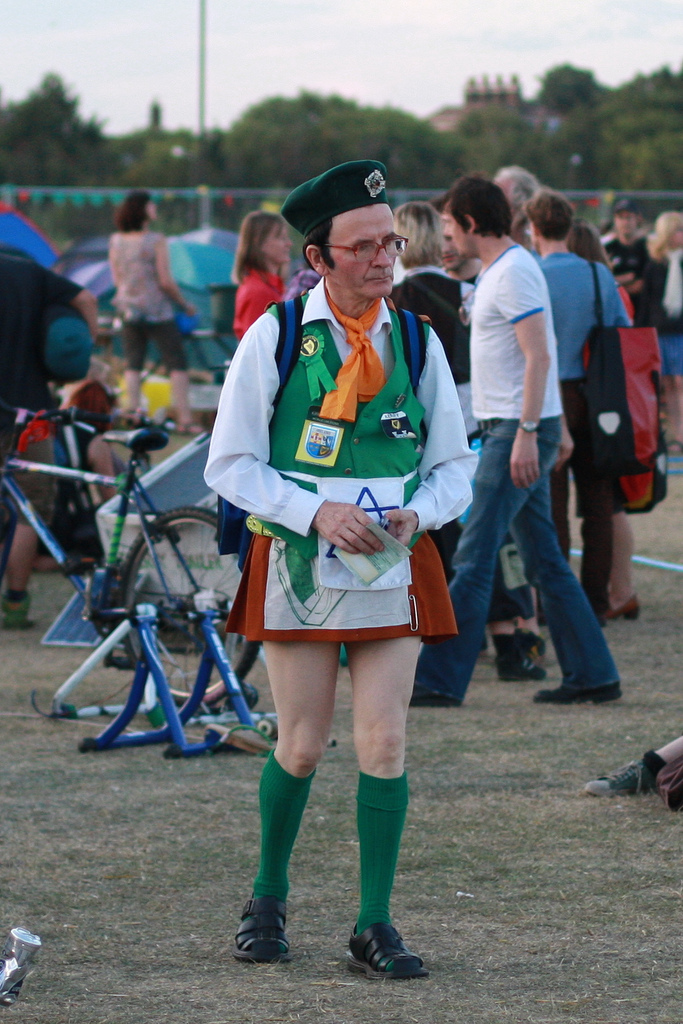
ニール・ホラン

ニール・ホラン（Cornelius "Neil" Horan、1947年4月22日 - ）は、アイルランド出身のカトリック教会の元聖職者。13人兄弟の2番目としてアイルランドで生まれ、St Peter's Collegeなどで学び、1973年に聖職者となった。南ロンドン在住。

## F1イギリスGPに乱入
2003年7月20日、ホランはシルバーストーン・サーキットで行われた2003年イギリスグランプリ決勝レース中に、茶色のキルト、緑色のウェストコートとベレー帽という服装で「聖書を読みなさい。聖書は常に正しい」と書かれたプラカードを掲げて、多くのF1マシンが走行中のコースに侵入した。マシンと接触するなどの事故は起きなかったが、レースは一時セーフティカー先導となった。のちに逮捕され、禁錮2ヶ月の有罪判決を受けた。

## アテネ五輪男子マラソンに乱入
2004年8月29日、ホランはアテネオリンピック男子マラソン36km地点で沿道からコースに乱入し、トップを走っていたブラジルのバンデルレイ・デ・リマに抱きつき歩道に押し出してストップさせるという前代未聞のハプニングを起こした。（その後、デ・リマは約15秒のタイムロスを負ってレースに復帰したが大きくペースを乱し、ステファノ・バルディーニら2人に抜かれ3位に後退、結局銅メダルを獲得した。）拘束後の取り調べに対しホランは、「キリストの再臨に備えて（デ・リマを）捕まえた」などと意味不明な供述をしたといわれる。ホランは翌30日、ギリシャの裁判所で執行猶予付きの禁錮1年と罰金3000ユーロの判決を受けた。
2005年1月20日、カトリック教会はホランを聖職停止にした。 
ホランは競馬のダービー、テニスのウィンブルドン選手権、クリケットやラグビーの試合でも過去に乱入騒ぎを起こしている。

## 児童に対する強制わいせつ事件での無罪
2004年9月、ホランはウーリッジ刑事裁判所に現れた。1990年代初めに7歳の少女に対しわいせつ行為を行ったとして起訴されたためである。審理において、検察官は、ホランが自分のアパートの一室で肌着と緑色のパンツを脱ぎ、少女を部屋の中で追い掛け回した後、床に横たわったと主張した。ホランはこれに対し、自分が裸になっていたことは認めたが、児童に自分を触らせようとしたという点については否認した。陪審による評議は約1時間で終了し、ホランは無罪とされた。ホランは、裁判所の外でアイルランドのジーグを踊ってその喜びを表した。

## テレビ番組出演
2009年、ホランは『ブリテンズ・ゴット・タレント』シリーズ3のオーディションに出場した（放映日は5月16日）。ここでホランは伝統的な衣装を身につけて、アイルランドのジーグを踊ってみせた。審査の結果、ホランは次のステージに進出することになった。ホランが見逃されたのは、番組のプロデューサーがホランが誰であるかを「知らなかった」ためであることが明らかになった。番組製作に携わったトークバック・テムズ（TalkbackThames）は、「アイリッシュ・ダンスの才能を披露するためにホランはオーディションに参加した」のだから「そのオーディションを放映しない理由は何もない」との声明を出し、最終的にホランのオーディションは放映された。その後、ホランはToday FMの『レイ・ダーシー・ショー』に出演した際に、第3ステージには進めなかったと話している。